# David Van Reybrouck
David Grégoire Van Reybrouck (Bruges, 11 settembre 1971) è uno scrittore, storico e archeologo belga di lingua fiamminga, vincitore di numerosi premi letterari.

## Biografia
David Van Reybrouck è nato a Bruges da una famiglia cattolica di fiorai e artisti. Suo padre, Dirk Van Reybrouck (1939-2006), aveva lavorato per cinque anni, dal 1962 al 1966, nella Repubblica Democratica del Congo come ingegnere ferroviario per la Compagnie du chemin de fer du bas-Congo au Katanga a Likasi. Sua madre, Bernadette De Bouvere, era un'insegnante di educazione artistica.
David ha studiato archeologia e filosofia alla Katholieke Universiteit Leuven. In seguito, ha conseguito un Master of World Archaeology all'Università di Cambridge e un dottorato all'Università di Leida. I suoi interessi accademici si concentrano sulla storia dell'animale e del suo rapporto con l'uomo del XIX e del XX secolo, tanto nei suoi aspetti scientifici quali quello archeologico, antropologico e biologico quanto in quelli della fantasia popolare e letteraria.

### Attività come scrittore
Nel 2007 Van Reybrouck lasciò il mondo accademico per concentrarsi sulla sua carriera di scrittore; attivo come agente di viaggio per il giornale De Morgen, ha pubblicato poesie nella prima edizione di Het liegend konijn, la rivista di poesia di Jozef Deleu. Nel 2001 ha pubblicato Le Fléau, un misto di biografia, autobiografia e reportage; il testo è stato adattato per il teatro. Un secondo testo per il teatro è N, il quale ha come soggetto un enciclopedista in Africa. Nel 2007 ha pubblicato il suo primo romanzo, Slagschaduw, mentre nel 2010, ha pubblicato il suo primo libro di successo, Congo. Il testo, un bestseller internazionale tradotto in varie lingue, è stato premiato con il Prix Médicis essai, il Premio Aujourd'hui e il Prix du Meilleur livre étranger, e affronta la storia dell'attuale Repubblica Democratica del Congo, dalla nascita dello Stato Libero del Congo al periodo successivo la fine della seconda guerra del Congo passando per la difficile decolonizzazione, facendo un forte uso di interviste a individui che hanno vissuto di persona gli avvenimenti storici.
Dal 2011 al 2012, è stato uno dei promotori ed organizzatori della G1000, un'iniziativa che riunisce un migliaio di belgi delle due principali comunità linguistiche per cercare una migliore organizzazione della democrazia nel paese. Questa esperienza lo ha reso un sostenitore della democrazia per sorteggio, in un sistema misto con procedure elettive e assemblee deliberative di cittadini estratti a sorte. Questo sistema è descritto nel suo libro del 2013, Contro le elezioni (Tegen verkiezingen).
Utilizzando lo stesso approccio adottato in precedenza per Congo, nel 2020 ha pubblicato Revolusi - Indonesië en het ontstaan van de moderne wereld (tradotto in lingua italiana nel 2023 come Revolusi. L'Indonesia e la nascita del mondo moderno) incentrato questa volta sulla storia dell'Indonesia, in particolare sul periodo coloniale, l'occupazione giapponese e la guerra d'indipendenza.

## Opere
- From primitives to primates. A history of ethnographic and primatological analogies in the study of prehistory. Proefschrift Universiteit Leiden, 2000.
- De Plaag. Het stille knagen van schrijvers, termieten en Zuid-Afrika, Meulenhoff, Amsterdam, 2001, ISBN 9029070609.
- Slagschaduw, Meulenhoff, Amsterdam, 2007, ISBN 978-9085420859.
- Die siel van die Mier, 2004. [teatro]
- N, 2006. [teatro]
- Missie, 2007. [teatro]
- Pleidooi voor populisme. Pamflet, Querido, Amsterdam, 2008, ISBN 978-9021434681.
- Neem bijvoorbeeld graniet - De Europese grondwet in verzen, (met Peter Vermeersch), Vrijdag, 2009, ISBN 9789023469841.
- Een kerkhof voor lintwormen, biografische notities over Koenraad Tinel, in: Scheisseimer Getekende herinneringen aan een oorlog, Lannoo, 2010, pp. 251–261.
- Congo (Congo: een geschiedenis, 2010), traduzione di Franco Paris, Collana Varia, Milano, Feltrinelli, 2014, ISBN 978-88-0749-177-1.
- Eindelijk bevrijd. Geen schuld geen slachtoffer (met Simon Gronowski en Koenraad Tinel), Hannibal, 2013, ISBN 9789491376405.
- Contro le elezioni. Perché votare non è più democratico (Tegen verkiezingen, 2013), traduzione di Matilde Pinamonti, Collana Serie bianca, Milano, Feltrinelli, 2015, ISBN 978-88-0717-295-3.
- Zinco (Zinc, 2016), traduzione di Franco Paris, Collana Fiammiferi, Tesserete (Svizzera), Pagine d'Arte, 2018, ISBN 978-88-94904-17-8.
- Revolusi. L'Indonesia e la nascita del mondo moderno (Revolusi - Indonesië en het ontstaan van de moderne wereld, 2020), traduzione di Chiara Beltrami, Chiara Nardo e Franco Paris, Collana Varia, Milano, Feltrinelli, 2023, ISBN 978-88-074-9350-8.
- De kolonisatie van de toekomst. Leven aan de vooravond van de klimaatcatastrofe, (Huizingalezing 2021).